# Boris Wladimirowitsch Sachoder
Boris Wladimirowitsch Sachoder (russisch Бори́с Влади́мирович Заходе́р; * 9. September 1918 in Cahul, Bessarabien; † 7. November 2000 in Moskau, Russland) war ein russischer und sowjetischer Dichter, Übersetzer und Autor zahlreicher Kinderbücher.

## Leben und Werk
Sachoder wurde 1918 in eine jüdische Familie im heutigen Moldawien geboren. Nachdem er eine höhere Schule im Jahre 1935 beendet hatte, studierte er Biologie an der Moskauer Universität, Kasaner Universität und später auch Literatur am Maxim-Gorki-Literaturinstitut. Sachoder war ein Teilnehmer (als Freiwilliger) des Winterkriegs und des Zweiten Weltkriegs. Er konnte daher erst 1947 das Literaturinstitut absolvieren. Sein erstes Werk für Kinder „Ein Buchstabe Z“ (russisch: «Буква Я») wurde jedoch erst 1955 wegen Stalins Kampagnen gegen die wurzellosen Kosmopoliten (d. h. Juden) veröffentlicht.
Seine Gedichte und Märchen für Kinder sind unverwechselbar: Sie enthalten unerwartete semantische Konstruktionen und Wortspiele, sie sind sehr lakonisch und einfach. Das Auswendiglernen von Sachoders Gedichten ist immer leicht. Sachoder hatte großes Interesse an der Biologie; deshalb sind seine literarischen Figuren häufig Haus- und Wildtiere (darunter seltene und wenig bekannte wie Okapi oder Große Wabenkröte).
Sachoder wurde jedoch in erster Linie durch seine Übersetzungen (besser gesagt: Übertragungen) klassischer englischer Kinderbücher berühmt: Pu der Bär, Alice im Wunderland, Peter Pan, Mary Poppins und Gedichte für Kinder von polnischen und tschechischen Autoren (Julian Tuwim, Jan Brzechwa u. a.).
Sachoder übersetzte auch Goethes Werke. Goethe war sein Lieblingsautor, was Sachoder immer speziell hervorhob. Er nannte Goethe «mein Geheimrat».
Sein erster kleiner Gedichtband für Erwachsene «Die beinahe postume Veröffentlichung» (russ. «Почти посмертное») erschien im Jahre 1996.
1999 wurde Sachoder mit dem Staatlichen Preis der Russischen Föderation (für seine Verdienste im Bereich der Kinderliteratur) ausgezeichnet.

## Ausgewählte Werke
- «Ein Buchstabe Z» (russ. «Буква Я») – 1955;
- «Pu der Bär» (russ. «Винни-Пух») – 1960 (siehe auch Winni Puch);
- «Ein grauer Stern» (russ. «Серая звёздочка») – 1963;
- «Ein graues Häschen» (russ. «Русачок») – 1967;
- «Der Einsiedlerkrebs und die Rose» (russ. «Отшельник и Роза») – 1969;
- «Warum schweigen Fische» (russ. «Почему рыбы молчат») – 1970;
- «Ein Märchen über alle in der Welt» (russ. «Сказка о всех на свете») – 1976;
- «Sachodreistigkeiten» (russ. «Заходерзости») – 1997.